# Скагуэй (аэропорт)
Аэропорт Скагуэй (англ. Skagway Airport), (ИАТА: SGY, ИКАО: PAGY) — государственный гражданский аэропорт, расположенный в населённом пункте Скагуэй (Аляска, США).
Порт включен в список Национального плана объединённой системы аэропортов на 2011—2015 годы под категорией «основной коммерческий сервис» (более десяти тысяч пассажиров ежегодно). По данным Федерального управления гражданской авиации США в 2008 году аэропорт Скагуэй обслужил 10 727 пассажиров, в 2009 году услугами аэропорта воспользовались 6468, а в 2010 году — 8531 человек.

## Операционная деятельность
Аэропорт Скагуэй расположен на высоте 13,4 метров над уровнем моря и эксплуатирует одну взлётно-посадочную полосу:
- 2/20 размерами 1082 х 23 метров с асфальтовым покрытием.

С 31 декабря 2005 по 31 декабря 2006 года аэропорт Скагуэй обработал 12 500 взлётов и посадок воздушных судов (в среднем 34 операции ежедневно), из которых 86 % пришлось на рейсы аэротакси и 14 % операций — на самолёты авиации общего назначения.

## Авиакомпании и пункты назначения
| Место | Город | Аэропорт                     | Пассажиров |
| 1     | Джуно | международный аэропорт Джуно | 7000       |
| 2     | Хейнс | аэропорт Хейнс               | 1000       |